# Борисов, Юра
Ю́рий Алекса́ндрович Бори́сов, более известный как Юра Борисов (род. 8 декабря 1992, Реутов, Московская область) — российский актёр театра, кино и телевидения. Первый в истории российский актёр, номинированный на премии «Оскар» и «Золотой глобус». Лауреат премий «Золотой лист» (2013), «Золотой орёл» (2021), «Ника» (2025), а также наград ассоциаций кинокритиков Лос-Анджелеса, Торонто, Сан-Франциско, Сиэтла (2024), Остина (2025). Актёр года по версии издания GQ (2020). Двукратный номинант на премию Гильдии киноактёров США и номинант на премию Британской академии в области кино BAFTA.

## Биография
Родился 8 декабря 1992 года в городе Реутове Московской области.
Отец работал учителем физкультуры и труда, затем электриком и сантехником. Мать работала риелтором. Борисов — фамилия матери Юрия. Отец носил фамилию Сивуха, позже сменил её. Родители имеют белорусские корни. У Юрия есть младший брат.
Занимался в школьной театральной студии. В 16 лет поступил в Высшее театральное училище имени М. С. Щепкина (курс Владимира Бейлиса и Виталия Иванова), которое окончил в 2013 году. На 4-м курсе стал лауреатом премии «Золотой лист» в категории «Лучшая мужская роль» за роль Александра Тарасовича Аметистова в спектакле «Зойкина квартира».
В 2010 году, будучи студентом, начал сниматься в кино. Сыграл главные роли в телевизионных сериалах «У каждого своя война» (2011), «В зоне риска» (2012), «Мотыльки» (2013).
С 2013 по 2014 год работал в московском театре «Сатирикон».
В 2015 году сыграл Сергея Тюленина в телесериале «Молодая гвардия», а также главную роль в фильме «Дорога на Берлин». В 2017 году сыграл главную роль (Степан Морозов) в сериале «Отчий берег». В 2018 году снялся в главной роли в фильме «Семь пар нечистых», а также с 3-го сезона влился в основной актёрский состав сериала «Ольга», где исполнил роль Льва. В 2019 году сыграл главную роль в фильме «Бык», за которую был номинирован на премию «Золотой орёл» в категории «Лучшая мужская роль в кино», а также получил премию «Событие года» от журнала «Кинорепортёр» в категории «Открытие года». Также сыграл второстепенные роли в фильмах «Т-34», «Союз спасения» и «Вторжение».
В феврале 2020 года вышел фильм «Калашников», в котором Борисов сыграл главную роль — Михаила Калашникова, за что получил положительные оценки кинокритиков. В 2021 году за эту роль Борисов был удостоен премии «Золотой орёл».
В июне 2020 года сыграл все главные роли в клипе Feduk’а «Останься».
В сентябре 2021 года Борисов, будучи загримированным под писателя Виктора Пелевина, провёл в Москве фейковую автограф-сессию. Фото, сделанное издателем Esquire Сергеем Минаевым, попало в Телеграм-каналы, затем разошлось по СМИ, и на какое-то время сложилось впечатление, что это настоящий Пелевин. Также Борисов был представлен на обложке октябрьского Esquire в образе Пелевина.
В 2021 году сыграл в фильме «Купе номер шесть», который был снят Юхо Куосманеном. Фильм был представлен на Каннском кинофестивале и получил Гран-при.
В 2021 году сыграл главную роль в фильме «Капитан Волконогов бежал». За эту работу получил премию «Белый слон», а также был номинирован на премию «Золотой орёл».
В 2023 году исполнил главную роль в триллере «Кентавр». В 2024 году вышел фильм «Сто лет тому вперёд» по мотивам повести Кира Булычёва, где Борисов исполнил роль капитана альянса космических пиратов Глота.
В марте 2025 года стал лауреатом премии «Ника» за лучшую мужскую роль в фильме «Кончится лето».
В апреле 2025 года Борисов подписал контракт с United Talent Agency (UTA) — одним из крупнейших актёрских агентств Голливуда.

### Успех «Аноры»
В 2024 году Борисов сыграл одну из главных мужских ролей в фильме «Анора» американского режиссёра Шона Бейкера. Фильм получил «Золотую пальмовую ветвь» на Каннском кинофестивале.

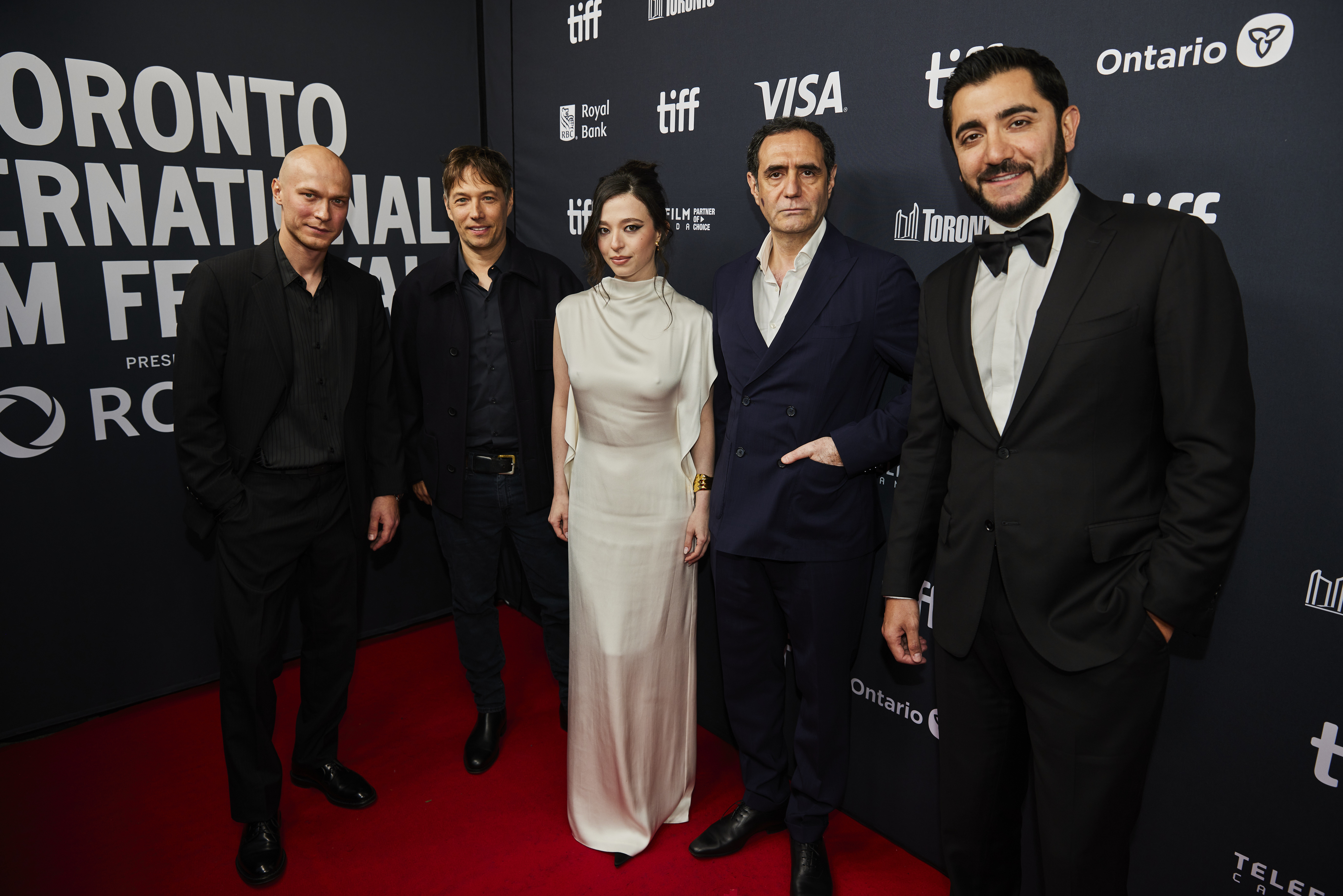
Юра Борисов, Шон Бейкер, Майки Мэдисон, Карен Карагулян и Ваче Товмасян на Кинофестивале в Торонто, 2024 г.

В ноябре 2024 года был номинирован на премию «Готэм» за лучшую роль второго плана.
В декабре 2024 года победил в номинации «Лучший актёр второго плана» премии Ассоциации кинокритиков Лос-Анджелеса (LAFCA), премии Ассоциации кинокритиков Торонто (TFCA) и премии Ассоциации кинокритиков Сан-Франциско, SFBAFCC).
Также был в числе номинантов на премию Ассоциации кинокритиков Вашингтона (WAFCA) и премию Национального совета кинокритиков США (NBF). В декабре также был номинирован на премию «Золотой глобус» за лучшую мужскую роль второго плана, но не одержал победу. Кроме того, был номинирован на премию BAFTA (2025).
В январе 2025 года был номинирован на премию Гильдии киноактёров США в категории «Лучший актёр второго плана», а также в категории «Лучший актёрский состав» вместе со своими коллегами по «Аноре» Марком Эйдельштейном, Майки Мэдисон, Кареном Карагуляном, Ваче Товмасяном и Алексеем Серебряковым.
23 января 2025 года был номинирован на премию «Оскар» в категории «Лучший актёр второго плана», но не одержал победу.

## Семья
Женат на актрисе Анне Шевчук (род. 12 января 1991). Работала в театре «Современник», в настоящее время является агентом Борисова. Познакомились во время учёбы в Высшем театральном училище имени М. С. Щепкина. Поженились в 2014 году.
У супругов две дочери — Марфа (род. 2015) и Акулина (род. 2017).

## Избранная фильмография
| Год       |     | Название                                   | Роль                            |
| --------- | --- | ------------------------------------------ | ------------------------------- |
| 2010      | ф   | Поединки: Испытание смертью                | Алексей Козлов в молодости      |
| 2010      | с   | Записки экспедитора Тайной канцелярии      | Паж Петра Второго               |
| 2011      | с   | Смех и грех                                | Алексей                         |
| 2011      | с   | У каждого своя война                       | Роберт Крохин                   |
| 2012      | с   | В зоне риска                               | Денис Тавардин                  |
| 2012      | с   | Метод Фрейда                               | Сергей, грабитель               |
| 2012      | кор | Перелом                                    | Евгений                         |
| 2013      | с   | Мама-детектив                              | Слава Кузин, стажёр             |
| 2013      | с   | Мотыльки                                   | Павел Державин                  |
| 2013      | с   | Погружение                                 | Дмитрий                         |
| 2014      | с   | Прощай, любимая!                           | Кибиров, оперативник            |
| 2014      | с   | Старое ружьё                               | сапёр                           |
| 2014      | с   | Уходящая натура                            | Игорь Звонарёв                  |
| 2015      | с   | Выстрел                                    | Паша Крутов                     |
| 2015      | ф   | Дорога на Берлин                           | Сергей Огарков                  |
| 2015      | с   | Молодая гвардия                            | Сергей Тюленин                  |
| 2015—2017 | с   | Закон каменных джунглей                    | Влад Зимовцев, «Зима»           |
| 2017      | ф   | Невод                                      | Ромыч                           |
| 2017      | с   | Отчий берег                                | Степан Морозов                  |
| 2018—2023 | с   | Ольга                                      | Лев Заевский                    |
| 2018      | ф   | Порт                                       | Ромыч                           |
| 2018      | ф   | Семь пар нечистых                          | Сбоев                           |
| 2018      | ф   | Хрусталь                                   | Алик                            |
| 2019      | ф   | Т-34                                       | Серафим Ионов                   |
| 2019      | ф   | Бык                                        | Антон Быков                     |
| 2019      | ф   | Аванпост                                   | лейтенант Максим Касаткин       |
| 2019      | ф   | Союз спасения                              | Антон Арбузов                   |
| 2019      | ф   | Вторжение                                  | Иван Коробанов                  |
| 2020      | ф   | Калашников                                 | Михаил Калашников               |
| 2020      | ф   | Фея                                        | главарь банды                   |
| 2020—2023 | с   | Мир! Дружба! Жвачка!                       | Александр Волков (Алик-афганец) |
| 2020      | ф   | Серебряные коньки                          | Алекс                           |
| 2021      | ф   | Кто-нибудь видел мою девчонку?             | Сергей                          |
| 2021      | ф   | Красный призрак                            | замороженный                    |
| 2021      | ф   | Петровы в гриппе                           | Саша                            |
| 2021      | ф   | Герда                                      | Олег                            |
| 2021      | ф   | Купе номер шесть                           | Лёша                            |
| 2021      | ф   | Капитан Волконогов бежал                   | капитан Волконогов              |
| 2021      | ф   | Мама, я дома                               | незнакомец                      |
| 2021      | ф   | Имитатор                                   | Сергей                          |
| 2021      | ф   | Подельники                                 | Пётр                            |
| 2022      | с   | Эпидемия (второй сезон)                    | Женя                            |
| 2022      | с   | Ничего особенного                          | Лёха                            |
| 2022      | с   | Союз спасения. Время гнева                 | Антон Арбузов                   |
| 2022      | ф   | Лиза и волшебный макет                     | Иван                            |
| 2023      | ф   | Кентавр                                    | Саша, таксист                   |
| 2023      | ф   | Год рождения                               | Сопля                           |
| 2023      | ф   | Отпуск в октябре                           | актёр на съёмках                |
| 2024      | ф   | Сто лет тому вперёд                        | Глот                            |
| 2024      | ф   | Мастер и Маргарита                         | Кот Бегемот (озвучивание)       |
| 2024      | ф   | Анора                                      | Игорь                           |
| 2025      | ф   | Пророк. История Александра Пушкина         | Александр Пушкин                |
| 2025      | ф   | Кончится лето                              | Кеша                            |
| 2025      | с   | Урок                                       | Антон                           |
| 2025      | с   | Хроники русской революции (в производстве) | офицер жандармерии              |
| 2025      | с   | Анна К (в производстве)                    | Константин Лёвин                |

## Театральные работы
Малый театр
- «Чёрный снег», по роману «Белая гвардия» и пьесе «Дни Турбиных» М. А. Булгакова (реж. Евгения Дмитриева) — юнкер.

Театральный центр «На Страстном»
- «С любимыми не расставайтесь», А. М. Володин (реж. Вероника Родионова) — Митя Лавров.

Сатирикон
- «Отелло», У. Шекспир (реж. Юрий Бутусов) — Людовико[39].
- «Ромео и Джульетта», У. Шекспир (реж. Константин Райкин) — Балтазар[40].

## Награды и номинации
| Год  | Награда                                      | Категория                         | Работа                     | Результат |
| ---- | -------------------------------------------- | --------------------------------- | -------------------------- | --------- |
| 2013 | Золотой лист                                 | Лучшая мужская роль               | «Зойкина квартира»         | Победа    |
| 2020 | Золотой орёл                                 | Лучшая мужская роль в кино        | «Бык»                      | Номинация |
| 2020 | Московский международный кинофестиваль       | Chopard Talent Awards             | «Бык»                      | Победа    |
| 2020 | Событие года                                 | Открытие года                     |                            | Победа    |
| 2020 | Премия журнала GQ                            | Актёр года                        |                            | Победа    |
| 2021 | Золотой орёл                                 | Лучшая мужская роль в кино        | «Калашников»               | Победа    |
| 2021 | Ника                                         | Лучшая мужская роль второго плана | «Серебряные коньки»        | Номинация |
| 2021 | Премия Европейской киноакадемии              | Лучший актёр                      | «Купе номер шесть»         | Номинация |
| 2021 | Международный кинофестиваль в Сан-Паулу      | Лучший актёр                      | «Купе номер шесть»         | Победа    |
| 2021 | Международный кинофестиваль в Вальядолиде    | Лучший актёр                      | «Купе номер шесть»         | Победа    |
| 2021 | Золотой единорог                             | Лучший актёр                      | «Капитан Волконогов бежал» | Номинация |
| 2022 | Белый слон                                   | Лучшая главная мужская роль       | «Капитан Волконогов бежал» | Победа    |
| 2022 | Золотой орёл                                 | Лучшая мужская роль в кино        | «Капитан Волконогов бежал» | Номинация |
| 2024 | Американская независимая кинопремия «Готэм»  | Лучшая мужская роль второго плана | «Анора»                    | Номинация |
| 2024 | Премия Ассоциации кинокритиков Вашингтона    | Лучшая мужская роль второго плана | «Анора»                    | Номинация |
| 2024 | Премия Национального совета кинокритиков США | Лучшая мужская роль второго плана | «Анора»                    | Номинация |
| 2024 | Премия Ассоциации кинокритиков Лос-Анджелеса | Лучшая мужская роль второго плана | «Анора»                    | Победа    |
| 2024 | Ассоциация кинокритиков Торонто              | Лучшая мужская роль второго плана | «Анора»                    | Победа    |
| 2024 | Ассоциация кинокритиков Сиэтла               | Лучший актёрский состав           | «Анора»                    | Победа    |
| 2024 | SFBAFCC                                      | Лучшая мужская роль второго плана | «Анора»                    | Победа    |
| 2025 | Золотой глобус                               | Лучшая мужская роль второго плана | «Анора»                    | Номинация |
| 2025 | Ассоциация кинокритиков Остина               | Лучшая мужская роль второго плана | «Анора»                    | Победа    |
| 2025 | Выбор критиков                               | Лучшая мужская роль второго плана | «Анора»                    | Номинация |
| 2025 | BAFTA                                        | Лучший актёр второго плана        | «Анора»                    | Номинация |
| 2025 | Независимый дух                              | Лучшая роль второго плана         | «Анора»                    | Номинация |
| 2025 | Премия Гильдии киноактёров США               | Лучший актёр второго плана        | «Анора»                    | Номинация |
| 2025 | Премия Гильдии киноактёров США               | Лучший актёрский состав           | «Анора»                    | Номинация |
| 2025 | Оскар                                        | Лучший актёр второго плана        | «Анора»                    | Номинация |
| 2025 | Ника                                         | Лучшая мужская роль               | «Кончится лето»            | Победа    |